# Claes Svensson
Claes Svensson (* 24. Mai 1955 in Uppsala) ist ein ehemaliger schwedischer Radrennfahrer und nationaler Meister im Radsport.

## Sportliche Laufbahn
Svensson war im Straßenradsport aktiv. Er gewann 1973 bei den Europameisterschaften der Junioren (Vorläufer der Straßenradsport-Weltmeisterschaften der Junioren) in München den Titel im Straßenrennen vor Peter Hall. 1972 wurde er Juniorenmeister in Schweden. 1975 siegte er in der nationalen Meisterschaft im Mannschaftszeitfahren. 1980 gewann Svensson mit dem Solleröloppet ein traditionsreiches schwedisches Eintagesrennen. Im britischen Milk Race kam er 1978 auf den 36. Rang.